# Tomás Marco Ruiz
Tomás Marco Ruiz (Cetina de Aragón, Zaragoza 1911 - 1999) conocido como El Canario de Aragón fue un cantante español.

## Biografía
Nacido el 21 de diciembre de 1911 en Cetina era hijo de Antonio y Librada, siendo el séptimo de catorce hermanos.
Siendo pequeño ya le apasionaba cantar y su tesón le hizo hacerse un nombre en una disciplina que parecía morir a principios del siglo XX.
Se casó en 1936 con Sebastiana, natural de Alhama de Aragón, en Madrid, con la que tuvo dos hijos: Tomás y Pilar.
En ese mismo año, una noche en la capital de España, el tenor Miguel Burro Fleta (Miguel Fleta) escuchó cantar a Tomás “Cuando se muere una madre” y le propuso marchar con él de barítono pero la guerra civil comenzó a los dos meses de su matrimonio y tuvo que ser, de nuevo, movilizado dejando atrás sus proyectos para comenzar los estudios de música en el conservatorio.
Mantuvo estrecha amistad con Ángel Sampedro Montero, conocido artísticamente como Angelillo, cantante de coplas muy popular en su época; José Oto (“El ruiseñor del Ebro”); Pepe Blanco que por sus inicios imitando a Pepe Marchena fue apodado como “Marchenita” y que, posteriormente formó pareja artística con Carmen Morell. Y con Miguel Ligero con el que compartió escenario en más de una ocasión.
Igualmente, Tomás cantó con Concha Piquer, Estrellita Castro, Roberto Font, Pompof y Teddy y Sagi Vela. Y en la radio con: Tito Schipa, Jorge Negrete e Imperio Argentina.
Tomás Marco grabó infinidad de discos y actuó en numerosas ocasiones en la radio, llegando su voz a todos los rincones de España pero, sin lugar a dudas, su consagración definitiva le llegó tras participar en las películas “Nobleza Baturra” dirigida por Florián Rey, y “Lo que fue de la Dolores” bajo las órdenes de Benito Perojo con Imperio Argentina.
El conocido como “El Canario de Aragón”, tal como reza en su lápida, llevó el canto aragonés no solo por los grandes teatros de la vieja Europa, sino también por Hispanoamérica visitada también por joteros de prestigio como el gran Juanito Pardo y María Blasco que murieron allí; Justo Royo y Pilar Gascón, que viajaron para promocionar la versión muda de “Nobleza Baturra”; Mario Seral, que tuvo una exitosa carrera en la radio; José Iranzo y Mariano Cebollero, al frente de las expediciones de Sección Femenina.
Buenos Aires, Montevideo, Santiago de Chile y Río de Janeiro lo recibieron y lo coronaron como “El Rey de la Jota”.
Tras el éxito cosechado durante toda su vida profesional, se retiró en los años 50 para continuar dando clases de canto hasta que sus fuerzas lo acompañaron. Tras recibir innumerables homenajes, falleció el 18 de agosto de 1999 y fue su deseo que sus restos descansaran en Cetina, su pueblo natal.
Dos calles fueron nombradas con su nombre, una en Cetina y otra en Alhama de Aragón.
El 25 de diciembre de 2011, coincidiendo con el centenario de su nacimiento, fue presentado en Cetina, un libro de título “Recordando a Tomás Marco Ruiz. El Canario de Aragón”, escrito por Joaquín Ibáñez Lacruz, cronista oficial de la villa, tras una exhaustiva investigación en archivos y hemerotecas, atestiguando con los numerosos carteles, recortes de prensa y fotografías de sus actuaciones y homenajes la vida profesional de este jotero.
A dicha presentación, celebrada en la Asociación de Mujeres del Prado, acudieron multitud de personas que abarrotaron el salón y finalmente, su  hija Pilar Marco agradeció emocionada el reconocimiento a su padre, que "nunca olvidó a su pueblo y en el cual quiso descansar para siempre". 
Como broche final, los joteros Luisa Velázquez, Piedad Alcalde y Jorge Berdún interpretaron algunas jotas como recuerdo y homenaje a su paisano, siendo muy aplaudidas por el auditorio.